# Федосов, Генрих Александрович
Ге́нрих Алекса́ндрович Федо́сов (6 декабря 1932, Великие Луки, Западная область — 20 декабря 2005, Москва) — советский футболист, нападающий. Мастер спорта СССР (1956).

## Биография
Воспитанник молотовской юношеской команды «Динамо». Первым его тренером был Александр Максимович Рогов.
Выступал за команды «Динамо» из Молотова, (1950—1953), «Динамо» из Москвы (1954—1961), «Динамо» из Кирова (1962), «Шинник» из города Ярославль (1963—1964), «Знамя» из Ногинска (1965) и «Нефтяник» из города Ухта (1966).
За сборную СССР сыграл 3 матча, забил 1 гол.
В высшей лиге сыграл 159 матчей и забил 51 гол.
Возглавлял в качестве тренера «Знамя труда» из Ногинска (1965), «Нефтяник» из Ухты (1966), «Трактор» из Владимира (1967—1968), клубные команды «Луча» из Москвы (1971—1972).
Похоронен на Домодедовском кладбище.

## Достижения
- Чемпион СССР: 1954, 1955, 1957, 1959.
- В списке «33 лучших футболистов СССР» (2): Под № 1 (в 1957 году), под № 3 (в 1959 году) на месте правого полусреднего нападающего.

## Киновоплощения
- Андрей Клавдиев — «Лев Яшин. Вратарь моей мечты», 2019 год.